# Macchi M.67
Die Macchi M.67 ist ein Wasserflugzeug des italienischen Flugzeugherstellers Macchi.

## Geschichte
Das Rennflugzeug Macchi M.67, ein Wasserflugzeug mit zwei Schwimmern, wurde für die Schneider-Trophy 1929 produziert.
Insgesamt nahmen zwei Maschinen des Typs daran teil. Geflogen wurden die Maschinen von Remo Cadringher und Giovanni Monti, die den fünften und sechsten Platz belegten.

## Technische Daten
| Kenngröße             | Daten                                                                           |
| --------------------- | ------------------------------------------------------------------------------- |
| Besatzung             | 1                                                                               |
| Länge                 | 7,65 m                                                                          |
| Spannweite            | 9,98 m                                                                          |
| Flügelfläche          | 13,3 m²                                                                         |
| Flügelstreckung       | 7,5                                                                             |
| Leermasse             | 1765 kg                                                                         |
| Höchstgeschwindigkeit | 584 km/h                                                                        |
| Triebwerk             | ein 18-Zylinder-W-Motor Isotta Fraschini Asso 2-800 mit 1.800 PS (ca. 1.300 kW) |

## Erhaltene Flugzeuge
Ein Flugzeug ist im italienischen Luftfahrtmuseum Vigna di Valle ausgestellt.